# Marija Jefimienko
Marija Jefimienko (ros. Мария Ефименко, ur. 14 kwietnia 1991 r. w Saratowie) – rosyjska wioślarka.

## Osiągnięcia
- Mistrzostwa Europy – Brześć 2009 – ósemka – 4. miejsce[1].
- Mistrzostwa Europy – Montemor-o-Velho 2010 – ósemka – 5. miejsce[1].